# Хідірян Місак Оганесович
Місак Оганесович Хідірян (нар. 16 січня 1982 року) — український підприємець вірменського походження, меценат. Президент агрохолдингу A.G.R. Group, голова наглядової ради.

## Життєпис

### Ранні роки та освіта
Місак Хідірян народився 16 січня 1982 року в смт Шаумянівськ (Шаумянівський район Азербайджанської РСР). Батько — Оганес Місакович Хідірян був головним архітектором Шаум'янівського райвиконкому, мати — Амалія Хідірян, завідувала районним архівом. У зв’язку з тим, що Шаумянівськ віднесли до Нагірного Карабаху, де відбувався збройний конфлікт, сім’я Хідірянів емігрувала. В 1993 році вони проживали в Єревані, з 1993 року по 1998 рік — в Москві. Пізніше сім’я переїхала до Києва. Місак Хідірян проживає в Києві з 2004 року.
Закінчив загальноосвітню школу №125 в Єревані.
У 1998—2002 роках Місак Хідірян здобув освіту в Міжнародному інституті економіки та права (РФ). Отримав ступінь бакалавра юриспруденції.
У 2004 році закінчив магістратуру Тюменського державного нафтогазового університету.
З 2007 по 2009 роки навчався у Київському університеті ринкових відносин, за спеціальністю магістр банківської справи.
У 2018 році закінчив магістратуру Дніпропетровського державного аграрно-економічного університету, за спеціальністю фінанси, банківська справа та страхування.

### Кар’єра
У період з 2004 по 2016 роки працював на керівних посадах у комерційних банках України. Інвестував у приватний сектор.
У 2013 році Хідірян придбав перший земельний актив у Полтавській області.
Історія A.G.R. Group розпочалася у листопаді 2017 року зі створення холдингової компанії AGR INVEST HOLDING LTD (Кіпр), метою якої було здійснення інвестиції в українське сільське господарство. 
У 2020 році A.G.R.Group Місака Хідіряна відкрила елеваторний комплекс A.G.R. Group у м. Середина-Буда на Сумщині.
У 2021 році A.G.R.Group придбала два підприємства AG MANAGEMENT GROUP LLC (ДП «Альфа-Фарм» та ДП «Євразія-Агро») в Херсонській області. Земельний банк було збільшено до 32 тис. га.
У 2014 році на честь батька Місака Хідіряна було засновано Благодійний фонд ім. Хідіряна Оганеса Місаковича, який займається підтримкою освітніх, культурних та спортивних проєктів, надає допомогу українським медичним установам у зв'язку з пандемією COVID-19. Хідірян Місак є головним спонсором фонду.

## Особисте життя
Дружина — Тамара Хідірян (1983 року народження). Подружжя виховує чотирьох дітей.
Хідірян Місак має двох братів — Арсена, 1988 року народження та Самвела, 1983 року народження.